# BMW 6012 L
Il BMW 6012 L era un motore aeronautico turboalbero prodotto dall'azienda tedesca BMW GmbH.
Introdotto nel 1963, era destinato a motorizzare velivoli ed elicotteri leggeri.
Venne utilizzato sui quattro prototipi del Dornier Do 32 dove gli veniva calettato un compressore d'aria. Questo elicottero tedesco venne pensato nel 1962 in versione paracadutabile in scatola di montaggio per consentire ai piloti abbattuti dietro le linee nemiche di ritornare, ma non superò la fase iniziale di sviluppo quando ci si rese conto che erano necessarie due persone per il montaggio. Il velivolo sfruttava il compressore per generare aria in pressione che veniva inviata nel rotore, realizzato con mozzo e pale cave.  L'aria usciva dall'estremità delle pale e faceva girare il rotore per reazione. Con questa configurazione non era necessario un rotore anticoppia.

## Velivoli Utilizzatori
Germania Ovest
- Dornier Do 32